# آنکیتا شوری
آنکیتا شوری مدل و بازیگر هندی است. او عنوان ملکه زیبایی هند در سال ۲۰۱۱ را به دست آورد و نماینده هند در دوشیزه بین‌الملل ۲۰۱۱ بود. آنکیتا شوری از پدر و مادری به نام آرون شوری (در ارتش هند به عنوان سرتیپ خدمت می‌کند) و نیلم شوری (مدیر مدرسه ارتش) به دنیا آمد.
او در دوران کودکی خود چندین سال را در یک صومعه بودایی در لاداخ هند گذراند. او بعداً تحت نظر رشید انصاری، مدیر تئاتر NSD، آموزش تئاتر دید. شوری با مدرک افتخارات تاریخ از دانشگاه دهلی فارغ‌التحصیل شد، او یک بودایی تمرین کننده است و یک برادر به نام امان شوری دارد که به «برو امان» نیز معروف است.
در سال ۲۰۱۲، آنکیتا شوری در شوهای مد مختلف، از جمله غزلیات میجوان در پارچه مانیش مالهوترا به عنوان نمایش دهنده و در هفته بین‌المللی جواهرات هند با بیپاشا باسو شرکت کرد.
او سفیر برند در هفته مد عروس دره آمبی هند در سال ۲۰۱۲ برای جی جی والایا و تارون طحیلیانی بود. در سال ۲۰۱۳، شوری برای Rocky S در هفته مد لکمه، آنجو مودی در هفته مد ویلز لایف استایل هند، و گروه گیتانجالی با آکشی کومار و سوناکشی سینها حضور پیدا کرد. در سال ۲۰۱۶ در هفته مد سرخپوستان اروپایی فرانسه، شوری برای نارندرا کومار حضور پیدا کرد.

## فیلم‌ها
شورایی در سال ۲۰۱۳ با بوشان کمار و تی-سریز برای سه فیلم قرارداد امضا کرد.